# Underwater Moonlight
Underwater Moonlight é o segundo álbum da banda de pós-punk britânica, The Soft Boys.
Lançado em 1980, Underwater Moonlight veio a se tornar o álbum modelo para a retomada do som Rickenbacker e do psicodelismo em um formato pop. Influências desse disco são encontradas nos trabalhos de gente como R.E.M., The Replacements e praticamente todo movimento paisley subsequente.
O disco está incluído no livro de Robert Dimery, 1001 Albums You Must Hear Before You Die.

## Faixas
Todas as canções por Robyn Hitchcock, exceto onde indicado.
Lado A
1. "I Wanna Destroy You" – 2:52
2. "Kingdom of Love" – 4:10
3. "Positive Vibrations" – 3:10
4. "I Got the Hots" – 4:42
5. "Insanely Jealous" – 4:15

Lado B
1. "Tonight" – 3:44
2. "You'll Have to Go Sideways" (Robyn Hitchcock, Kimberley Rew) – 2:57
3. "Old Pervert" (Robyn Hitchcock, Kimberley Rew, Matthew Seligman, Morris Windsor) – 3:52
4. "Queen of Eyes" – 2:01
5. "Underwater Moonlight" – 4:17